# 法蘭克福 (自由邦省)

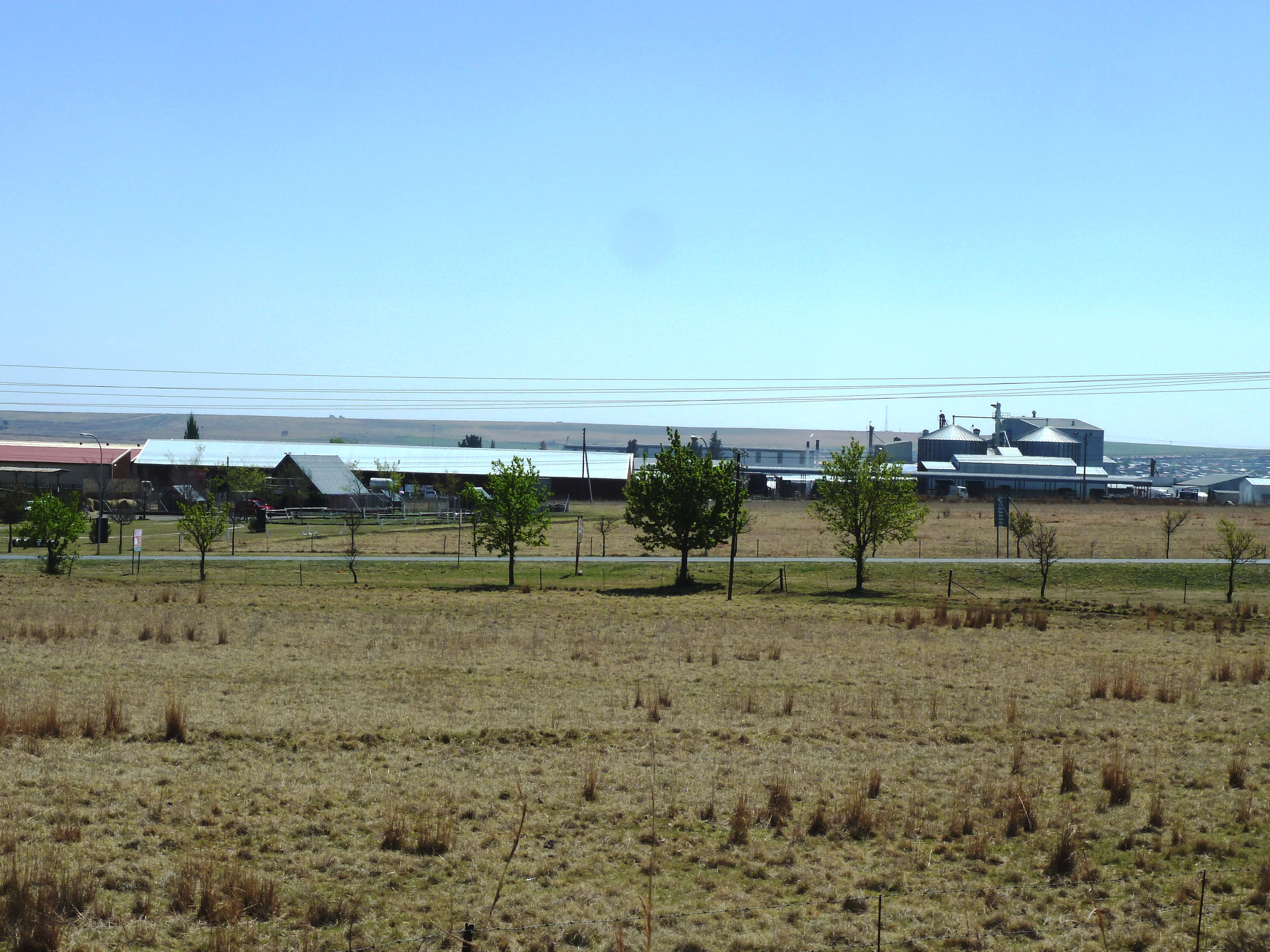
法蘭克福

法蘭克福（Frankfort）是南非的城鎮，位於該國東北部，由自由邦省負責管轄，始建於1878年，面積32.64平方公里，2001年人口約1,900，人口密度每平方公里58人。
27°17′S 28°31′E / 27.28°S 28.52°E